# Bentstreek
Bentstreek ist ein Ortsteil der Gemeinde Friedeburg im Landkreis Wittmund in Ostfriesland. 

## Geschichte
Bentstreek wurde ab 1915 im Rahmen der Moorkultivierung angelegt und ist damit der mit Abstand jüngste Ortsteil der Gemeinde Friedeburg. Zuvor war die Gegend – wie auch das nahe gelegene, erst ab 1906 besiedelte Wiesmoor – eine weite, unbesiedelte Hochmoorfläche.
Nach Beginn der Kultivierungsarbeiten ließ sich der erste Siedler jedoch erst 1931 nieder. Im Jahr darauf begann die Erschließung der Gegend mit dem Bau einer Straße von Oltmannsfehn nach Marx.
Bentstreek, überwiegend landwirtschaftlich geprägt, erstreckt sich auf 1265 Hektar. Neben Restmoorflächen und Siedlungsflächen handelt es sich dabei um Landwirtschaftsflächen. Südlich von Bentstreek befindet sich das Lengener Meer. Im Raum Bentstreek/Lengener Meer treffen die Landkreise Wittmund, Aurich, Leer, Ammerland und Friesland aufeinander.
Im Raum Bentstreek wurde 1955 bei Dränagearbeiten ein menschliches Schienbein mit Fuß und Lederschuh im Moor aufgefunden, der seither als Bentstreeker Fuß bezeichnet wird. Dabei dürfte es sich nach Einschätzung von Archäologen um eine Opfergabe aus der jüngeren Bronzezeit handeln.
Am  1. Juli  1972 schlossen sich zuvor die ehemaligen Gemeinden Abickhafe, Dose, Hoheesche und Reepsholt zur Gemeinde Reepsholt zusammen. Im Zuge der Kommunalreform am  16. August 1972  wurde aus den bisherigen Gemeinden Bentstreek, Etzel, Friedeburg, Hesel, Horsten, Marx, Reepsholt, Wiesede und Wiesedermeer die Gemeinde Friedeburg gebildet.